# Twisted transistor
Twisted Transistor är en låt skriven av det amerikanska nu-metal bandet Korn till deras sjunde studioalbum "See You on the Other Side". Den släpptes som bandets första singel i september 2005.
I sången införs ett mer poppigt och studsigare ljud med sångaren Jonathan Davis "raspiga" röst och James Shaffers power chords i en medryckande refräng.
En radiofrekvenssignal, som tidigare genomförts i Coil och Dany Hydes remix av Nine Inch Nails låt "Closer", kan höras i slutet av bryggan på "Twisted transistor"
Enligt Jonathan Davis handlar låten om känslan av att vara ensam i ett rum och må dåligt, när inget går bra och ingen förstår en, och när man då slår på radion så är man omedelbart inne i musiken och man ger inte upp, i musiken får man förståelsen.